# جون إدوارد كوستيجان
جون إدوارد كوستيجان (بالإنجليزية: John Edward Costigan)‏ هو رسام أمريكي، ولد في 29 فبراير 1888 في بروفيدنس في الولايات المتحدة، وتوفي في 1972.